# Giro del Lazio 2006
Il Giro del Lazio 2006, settantaduesima edizione della corsa e valida come evento dell'UCI Europe Tour 2006 categoria 1.HC. Si svolse il 5 agosto 2006 su un percorso di 200 km. Fu vinta dall'italiano Giuliano Figueras che giunse al traguardo con il tempo di 5h12'14", alla media di 38,433 km/h.
Partenza a Zagarolo con 104 ciclisti, dei quali 64 portarono a termine il percorso.

## Ordine d'arrivo (Top 10)
| Pos. | Corridore         | Squadra      | Tempo    |
| ---- | ----------------- | ------------ | -------- |
| 1    | Giuliano Figueras | Lampre       | 5h12'14" |
| 2    | Damiano Cunego    | Lampre       | a 20"    |
| 3    | Emanuele Sella    | Panaria      | s.t.     |
| 4    | Paolo Bossoni     | Tenax        | s.t.     |
| 5    | Stefano Garzelli  | Liquigas     | s.t.     |
| 6    | Mirko Celestino   | Milram       | s.t.     |
| 7    | Santo Anzà        | Selle Italia | s.t.     |
| 8    | Giuseppe Muraglia | LPR          | a 24"    |
| 9    | Aleksandr Arekeev | Acqua & Sap. | a 32"    |
| 10   | Andrea Tonti      | Acqua & Sap. | s.t.     |